# OBS W
OBS W는 미디어OBS의 텔레비전 채널이다.

## 연혁
- 2009년 8월 : 방송통신위원회로부터 방송채널 사용사업 등록을 허가받음[1].
- 2010년 6월 : 미디어OBS 개국
- 2011년 6월 : OBS 개국 1주년을 기념하여 로고를 변경
- 2012년 7월 : OBS W 로고 변경
- 2024년 4월 : 수도권, 전국의 LG 헬로 서도 pro 도입 으로 시청 불가.

## 편성 기준
개국 당시에는 OBS 지상파 방송이 개국한 뒤부터 방영된 프로그램들을 위주로 방영하였으며, 현재는 지상파와 1일에서 1주일 정도의 시차를 두고 프로그램을 편성하고 있다. 특히, 일부 생방송 프로그램은 지상파와 동시에 방송하기도 한다.

## 역대 방영 · 종영 프로그램

### 드라마 · 시트콤
- 강력1반
- 오포졸

### 연예 · 오락 · 음악
- 싱글즈 키친
- 독특한 연예뉴스
- 명불허전
- 뮤직 앤 무비
- 웨이브 K
- 베스트 스타 가요쇼
- 라이브 H
- 검색녀
- 즐겨찾기 영화일주
- 꿈꾸는 U
- 김현철의 아이러브 쿡
- OBS 스테이지
- 전기현의 씨네뮤직
- 백살공주
- 갱생버라이어티 하바나
- 나는 전설이다
- 토크 인 가요
- 불면노래방
- 코미디 다 웃자 고
  - 만수동 1970s
- 감성토크 청춘은 아름다워
- 열린무대
- 콘서트 고백
- 박경림의 살림의 여왕

### 시사 · 교양 · 생활
- 오! 이맛이야
- 출동 VJ 게릴라 특공대
- 명불허전
- VJ 매거진
- 7시 대발견 → 으랏차차 7시
- 요미요미 아이밥상
- 좋은 얼굴 프로젝트
- OBS 경인 포커스
- TV포럼 경인의 아침
- 행복 부동산 연구소
- 강성범의 포커스 매거진
- OBS W 스마트 레슨 버디를 잡아라!
- 보면 약이 되는 TV
- 통쾌하다 스포츠
- 멜로다큐 가족
- 수사심리극 최종분석
- TV상담 부부
- 아시아의 소원
- 라틴 아메리카의 소원
- OBS 아침애
- 리얼다큐 119
  - 리얼다큐 119 - 사선에서
- 마님의 식탁
- 머니토크 주식을 지켜라
- TV 한 권의 책
- 강력추천 생활의 발견
- 건강버라이어티 올리브
- 전설의 시대
- 김현철의 아이러브 쿡
- 으라차차 우리동네
- 퀴즈미인
- 퀴즈의 제왕
- 대뜸토크
- 굿모닝 지구촌
- W 특강
- 오늘은 경인세상
- 경인 붐 피플업
- 경인 붐 트랜드 업
- 경인 붐 희망 업
- 경인 붐 TV포럼
- 경기도 정책을 말하다
- 경인 붐
- 해양경찰 블루가드
- TV 주치의 건강하게 삽시다
- 행복충전 건강세상
- 고고 성공예감

### 교육 · 정보 · 다큐
- 창업성공시대
  - 2012 창업성공시대
  - 2013 창업성공시대
- TV 멘토링 톡톡
- TV 카운셀링 남과 여
- TV 속풀이 만사형통
- TV 한 권의 책
- 월드토픽 톡톡
- OBS W 스페셜
- OBS 초대석
- 경인zoom 人
- 즐거운 학교 쑥쑥쏙쏙
- 아름다운 이야기 보석상자
- 지구 4만 킬로미터의 소원
- 고교토론 판
  - 고교토론 판 2
- 토크 솔루션
- 행복충전 건강세상
- 파워특강 건강이 최고
- 만물유곡
- 불타는 다이아몬드
- 아일랜드 피크의 진실
- 인삼로드
- 라틴 아메리카의 소원